# Jeff Hornacek
Jeffrey John Hornacek (nascut a 3 de maig de 1963) és un exjugador professional de bàsquet estatunidenc, que va destacar a l'època daurada dels 90s als Utah Jazz a la NBA al costat de Karl Malone i John Stockton.
Jugava d'escorta a la NBA, de 1986 a l'any 2000, i abans a la lliga universitària NCAA a Iowa State University.￼Recentment va ser entrenador ajudant als Houston Rockets. Abans havia estat primer entrenador tant als Phoenix Suns (2013–2016) com als New York Knicks (2016–2018).